# Herfte
Herfte (Zwols: Ärfte) is een buurtschap en voormalige marke in de Nederlandse gemeente Zwolle (provincie Overijssel). Samen met Wijthmen, Zalné en Bedrijventerrein Marslanden-Zuid vormt het de wijk Marsweteringlanden. De naam Herfte is mogelijk een verbastering van de Germaanse termen voor 'oogst' of 'vlas'.

## Geschiedenis
Het vroegste bewijs van bewoning in Herfte stamt uit het jaar 200-300 (n.Chr.). Tijdens de aanleg van de ontginweg naar de Wijthmenerplas zijn er restanten van een waterput en honderden potscherven gevonden die duiden op een boerderij. Vaak was het niet meer dan een kaal gemaakt veldje met een wal er om heen, een raatakker. Bij opgravingen zijn voorwerpen gevonden die duiden op romeinse invloeden.
Tussen 1903 en 1941 lag bij Herfte een stopplaats aan de spoorlijn Zwolle - Stadskanaal.

## Marke
De marke Herfte ontstond omstreeks 1300 op gebied dat na het jaar 1000 geleidelijk ontgonnen was vanaf de hoger gelegen rivierduinen. De marke werd bewoond en bewerkt door de erfgenoten of gewaarden. Ze vormden een zelfbesturend collectief. Het opheffen van de marke in de negentiende eeuw leidde tot schaalvergroting in de landbouw. Er zijn nog wel sporen uit de markentijd in het landschap van Herfte te zien, zoals hakhoutbosjes, erfgenamebos, erfgenameweg en drinkpoelen. In de twintigste eeuw kwam de stad Zwolle steeds dichterbij hetgeen uiteindelijk leidde tot suburbanisatie.

## Buitenplaatsen
In Herfte waren de buitenplaatsen Assevoort, Valkenberg, Veldwijk en Selhorst gevestigd. Ze bestonden later voort als boerderij. Oude laanstructuren die bij de landhuizen hoorden zijn nog in het Herfter-landschap terug te vinden. 

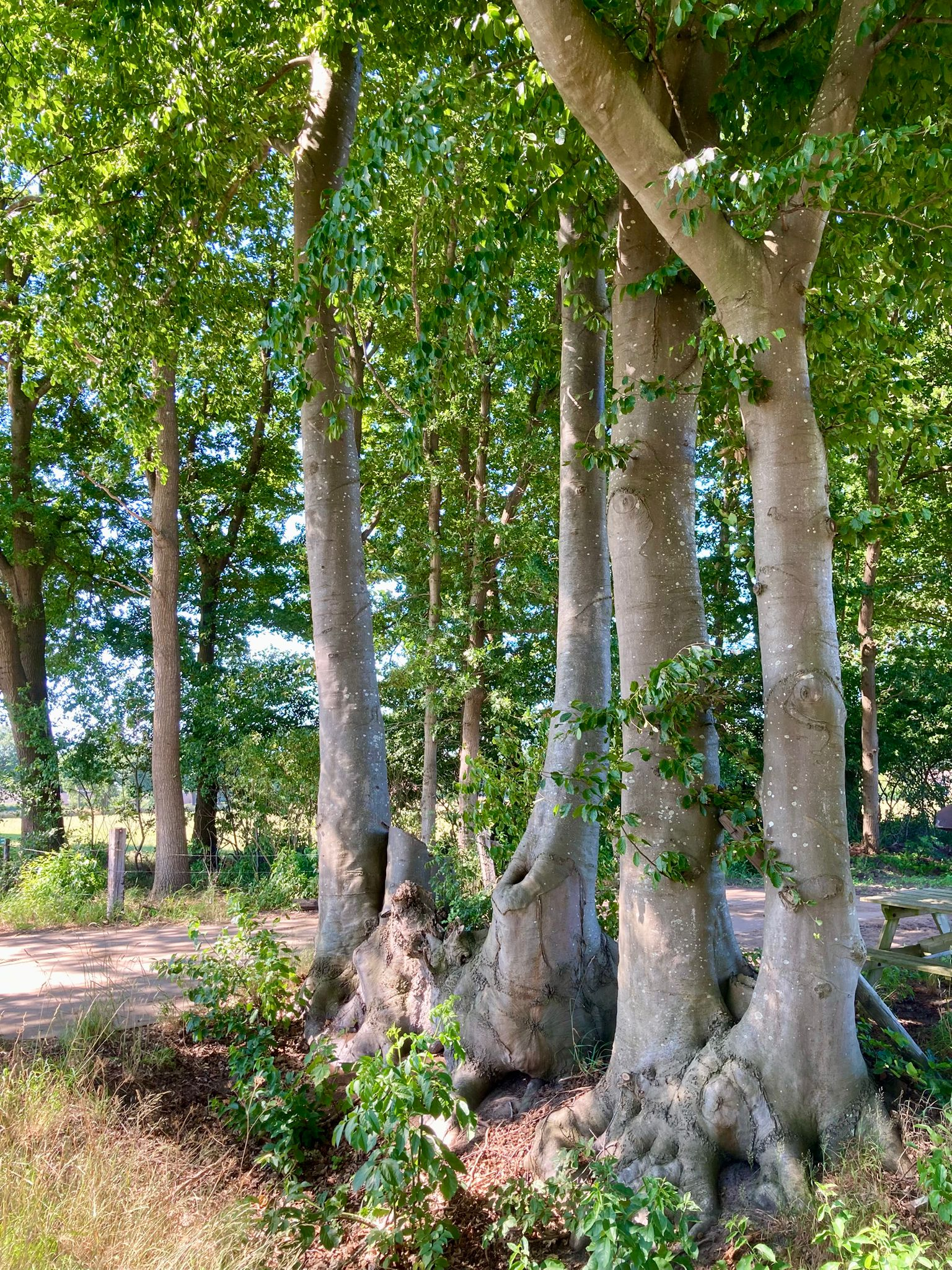
Eeuwenoude wortels genereren nog steeds beuken hakhout in Herfte

## Ambelt
Op landgoed Helmhorst bij Herfte werd in 1922 een dagsanatorium voor lijders aan tuberculose geopend. In 1928 kocht de 'Zwolsche Vereeniging tot bestrijding van Tuberculose' het nabij gelegen vier hectare terrein 'De Ambelt' Hier kwam een openluchtschool voor kinderen in de lagere schoolleeftijd met tuberculose. Deze openluchtschool, 'De Buitenschool' genoemd, zou uitgroeien tot een complex voor speciaal onderwijs met een internaat.

## Gemaal
Tussen 1925 en 1962 bestond het waterschap Herfte. Die organisatie van ingelanden zorgde onder meer voor een gemaal dat landerijen in Zwollerkerspel moet drooghouden. Het bevindt zich op de plek waar de Zalneschewetering in het Kanaal Zwolle-Almelo uitmondt. Circa 28 miljoen m³ water wordt jaarlijks met behulp van twee elektrische pompen via de Zwolse grachten naar het  Zwarte Water afgevoerd.

## Wijthmenerplas
De Wijthmenerplas is een gemeentelijke recreatieplas die ondanks de naam in Herfte ligt. Hij is ontstaan doordat de firma Van Ossel daar vanaf 1964 zand won, er ontstond toen een zogenoemd zandgat. Dit gat werd door bezoekers vaak 'Van Ossel' genoemd. Het is een van de grootste recreatiegebieden in Overijsel.

## Begraafplaatsen
Achter de rooms-katholieke kerk 'O.L.V. van Altijddurende Bijstand Herfte-Wijthmen' ligt een  begraafplaats.
Aan de Kuyerhuislaan ligt een Joodse begraafplaats.